# 戸隠神社 (大津市)
戸隠神社（とがくしじんじゃ）は、滋賀県大津市にある神社である。

## 概要
1058年、信濃国の戸隠神社の分神を移した神社と言われている。社域をとりまく森は「平津の森」と呼ばれており、大津市の保護樹林に指定されている。

## 祭神
- 天手力男命[1]
- 九頭竜王[1]